# Ibirānu V
Ibirānu V (... – XVI secolo a.C.) è stato un re amorreo di Ugarit.